# آل محسن (الطفة)

تعديل مصدري - تعديل

آل محسن هي إحدى قرى عزلة آل عبد الله وآل هشام بمديرية الطفة التابعة لمحافظة البيضاء، بلغ تعداد سكانها 106 نسمة حسب تعداد اليمن لعام 2004.